# Wróblew (powiat wieluński)
Wróblew – wieś w Polsce położona w województwie łódzkim, w powiecie wieluńskim, w gminie Skomlin.
| SIMC    | Nazwa     | Rodzaj    |
| ------- | --------- | --------- |
| 0714231 | Grześlaki | część wsi |

Wieś królewska Wróblów starostwa wieluńskiego, położona w powiecie wieluńskim ziemi wieluńskiej województwa sieradzkiego w końcu XVI wieku. W latach 1975–1998 miejscowość należała administracyjnie do województwa sieradzkiego.
Jak wynika z „Liber beneficiorum..." Jana Łaskiego (Gniezno 1880, t. II, s. 140) była to dawniej wieś szlachecka, gniazdo rodu Wróblewskich h. Lis, z kościołem parafialnym już w XV w. uposażonym 2 łanami ziemi, który z powodu zbyt szczupłych dochodów wcielony został 8 VII 1538 r., jako filialny, do parafii w Mokrsku.